# Wolfgang U. Eckart
Pour les articles homonymes, voir Eckart.
Wolfgang Uwe Eckart (né le 7 février 1952 à Schwelm et mort le 16 août 2021 à Heidelberg) est un historien médical allemand et directeur de l'Institut d'histoire et d'éthique de la médecine de l'Université de Heidelberg.

## Biographie
Wolfgang Eckart étudie la médecine, l'histoire et la philosophie à l'Université de Münster. Il s'engage politiquement pendant ses études à l'Association universitaire socialiste (SHB) et au MSB-Spartakus. En 1973/74, il est conseiller culturel de la SHB au sein du comité général des étudiants de la WWU. En 1977, il obtient sa licence pour pratiquer la médecine, son doctorat suivie un an plus tard d'une dissertation sur le docteur de Wittemberg, Daniel Sennert (1572-1637). De 1976 à 1988, Eckart travaille comme assistant et à partir de 1986 comme chargé de cours privé à l'Institut de théorie et d'histoire de la médecine de Münster. Il obtient en 1986 une habilitation en histoire de la médecine avec une étude sur les médecins allemands au Japon et en Chine, qu'il achève en tant que médecin au Bureau de recherche historique militaire de la Bundeswehr à Fribourg,. Ses professeurs universitaires sont Richard Toellner (de), Karl Eduard Rothschuh et Manfred Messerschmidt (de).
De 1988 à 1992, il est professeur d'histoire de la médecine, directeur du département d'histoire de la médecine et premier professeur d'histoire de la médecine à l'École de médecine d'Hanovre (de). En 1992, Eckart est nommé professeur d'histoire de la médecine et directeur de l'Institut d'histoire de la médecine (aujourd'hui Institut d'histoire et d'éthique de la médecine) à l'Université de Heidelberg, où il travaille jusqu'en septembre 2017.
De 1994 à 1997, il est membre de la commission de géomédecine de l'Académie des sciences de Heidelberg. De 1996 à 1998, Eckart est président de la Société pour l'histoire des sciences (de). En 2002, il est élu à la Société des sciences Leibniz à Berlin et en 2009 à l'Académie allemande des sciences Leopoldina. En 2016, il reçoit la Croix du mérite de l'Ordre du mérite de la République fédérale d'Allemagne.
Ses principaux domaines de recherche comprennent la médecine byzantine, l'émergence de la médecine moderne aux XVIe et XVIIe siècles, la médecine dans la littérature, la médecine dans l'impérialisme colonial européen, les missions médicales, la médecine et la guerre ainsi que la médecine et la politique en Allemagne de 1871 à 1945 (en particulier la politique culturelle étrangère dans la République de Weimar et sous le national-socialisme).
Eckart prend sa retraite le 1er octobre 2017 et concentre dès lors son travail sur la Leopoldina. Il décède en août 2021 des suites d'une longue et grave maladie à l'âge de 69 ans.

## Honneurs
- Membre de l'Académie allemande des sciences naturelles Leopoldina
- Titulaire de la Croix Fédérale du Mérite (2016)

## Publications (sélection)
- mit Klaus Peter Pohl: Das Studium der Medizin und die Fächer „Theorie der Medizin“ und „Geschichte der Medizin“ im Urteil der Medizinstudenten. Ergebnisse einer Umfrage-Untersuchung unter den Studenten der Medizinischen Fakultät der Universität Münster im Wintersemester 1975/76 (= Münstersche Beiträge zur Geschichte und Theorie der Medizin. Nr. 12). Hrsg. von Richard Toellner (de). Institut für Theorie und Geschichte der Medizin der Universität, Münster 1976.
- Der Streit zwischen Daniel Sennert (1572–1637) und Johann Freitag (1581–1641). In: Münstersche Beiträge zur Geschichte und Theorie der Medizin, XIII: Deutsch-Niederländische Medizinhistorikertreffen. Vorträge. Münster 1978, S. 21–36.
- „Berufungsinstanzen im Gang der neuzeitlichen Wissenschaften“ – Ergebnisse und Tendenzen einer von der DFG geförderten Untersuchung zur Rolle der Autorität als Berufungsinstanz in der Medizin des Humanismus. Vorbemerkung (R. Toellner, Münster i. W.). In: Wolfenbütteler Renaissance Mitteilungen. IV, 2, 1980, S. 93–96.
- Zur Funktion der Abbildung als Medium der Wissenschaftsvermittlung in der medizinischen Literatur des 17. Jahrhunderts. In: Berichte zur Wissenschaftsgeschichte. Band 3, 1980, S. 35–52.
- Machiavellus Medicus: Eine satirisch-kritische Schrift zur medizinischen „Politik“ des ausgehenden 17. Jahrhunderts. In: Nouvelles de la République des lettres. Band 1, 1982, S. 20–36.
- Geschichte der Medizin. Springer, Berlin/Heidelberg / New York 1990; 3., überarbeitete Auflage ebenda 1998; 8., überarbeitete Auflage: Geschichte, Theorie und Ethik der Medizin. Springer, Berlin 2017  (ISBN 978-3-662-54659-8).
- Leprabekämpfung und Aussätzigenfürsorge in den afrikanischen „Schutzgebieten“ des Zweiten Deutschen Kaiserreichs, 1884–1914. Heggendruck, Leverkusen o. J. (1991?).
- Die Anfänge der deutschen Tropenmedizin: Die Gründung des Hamburger Instituts für Schiffs- und Tropenkrankheiten. In: Heinz Schott (de) (Hrsg.): Meilenstein der Medizin. Harenberg, Dortmund 1996, S. 411–418, 630 und 662.
- Medizin und Kolonialimperialismus. Deutschland 1884–1945. Schöningh, Paderborn 1997  (ISBN 3-506-72181-X).
- mit Robert Jütte: Medizingeschichte. Eine Einführung (= UTB (de). 2903) Böhlau, Köln 2007  (ISBN 978-3-8252-2903-0); 2. Auflage 2014  (ISBN 978-3-8252-3927-5).
- Illustrierte Geschichte der Medizin. Von der französischen Revolution bis heute. Springer, Berlin 2011  (ISBN 978-3-642-12609-3).
- Medizin in der NS-Diktatur. Ideologien, Praxis, Folgen. Böhlau, Wien 2012  (ISBN 978-3-412-20847-9).
- Die Wunden heilen sehr schön. Feldpostkarten aus dem Lazarett 1914–1918. Steiner, Stuttgart 2013  (ISBN 978-3-515-10459-3).
- Medizin und Krieg. Deutschland 1914–1924. Schöningh, Paderborn 2014  (ISBN 978-3-506-75677-0).
- Ferdinand Sauerbruch – Meisterchirurg im politischen Sturm. Eine kompakte Biographie für Ärzte und Patienten. Springer, Wiesbaden 2016  (ISBN 978-3-658-12546-2) (Print)  (ISBN 978-3-658-12547-9) (Online).
- Von Kommissaren und Kamelen. Heinrich Zeiss – Arzt und Kundschafter in der Sowjetunion 1921–1931. Schöningh, Paderborn 2016  (ISBN 978-3-506-78584-8).
- Byzanz. Hüter des Wissens. In: Medizin im Mittelalter. Zwischen Erfahrungswissen, Magie und Religion (= Spektrum der Wissenschaften. Spezial: Archäologie Geschichte Kultur. Band 2.19), 2019, S. 20–27.

## Rédactions
- mit Johanna Geyer-Cordesch: Heilberufe und Kranke im 17. und 18. Jahrhundert. Die Quellen- und Forschungssituation. Burgverlag, Tecklenburg 1982  (ISBN 3-922506-03-8).
- mit Udo Benzenhöfer (de): Medizin im Spielfilm des Nationalsozialismus. Burgverlag, Tecklenburg 1990.
- mit Robert Jütte: Das europäische Gesundheitssystem – Gemeinsamkeiten und Unterschiede in historischer Perspektive. Steiner, Stuttgart 1994  (ISBN 3-515-06485-0).
- mit Christoph Gradmann (de): Ärzte Lexikon. Von der Antike bis zur Gegenwart. Beck, München 1995  (ISBN 3-406-37485-9); 3. Auflage ebenda 2006.
- mit Christoph Gradmann: Die Medizin und der Erste Weltkrieg. Centaurus, Pfaffenweiler 1996  (ISBN 978-3-8255-0066-5) (Rezension von Achim Thom (de), 1999); 2. Auflage 2003  (ISBN 978-3-8255-0066-5).
- mit Klaus Volkert: Hermann von Helmholtz – Vorträge eines Heidelberger Symposiums anläßlich des einhundertsten Todestages. Centaurus, Pfaffenweiler 1996  (ISBN 3-8255-0023-3).
- 100 Years of Organized Cancer Research. 100 Jahre organisierte Krebsforschung. Thieme, Stuttgart 2000  (ISBN 978-3-13-105661-0).
- mit Günter H. Seidler (de): Verletzte Seelen. Psychosozial-Verlag, Gießen 2005.
- Men, Medicine and the State. The human body as an object of government sponsored medical research in the 20th century. Steiner, Stuttgart 2006  (ISBN 3-515-08794-X).
- mit Volker Sellin (de), Eike Wolgast (de): Die Universität Heidelberg im Nationalsozialismus. Springer, Heidelberg 2006  (ISBN 3-540-21442-9).
- mit Alexander Neumann: Medizin im Zweiten Weltkrieg. Schöningh, Paderborn 2006  (ISBN 3-506-75652-4).
- mit Anne Cottebrune: Das Heidelberger Institut für Humangenetik. Vorgeschichte und Ausbau (1962–2012). Festschrift zum 50jährigen Jubiläum. Bartram, Heidelberg 2012  (ISBN 978-3-00-039002-9).
- mit Michael Anderheiden (de): Handbuch Sterben und Menschenwürde. 3 Bände. De Gruyter, Berlin 2012  (ISBN 978-3-11-024644-5).
- Jenner. Untersuchungen über die Ursachen und Wirkungen der Kuhpocken. Springer, Berlin 2016  (ISBN 978-3-642-41678-1).
- Rudolf Virchow und Gustav Adolph Spiess. Cellular-Pathologie versus Humoral- und Solidarpathologie. Springer, Berlin 2016  (ISBN 978-3-642-41680-4).
- mit Rainer Godel (de): „Krieg der Gelehrten“ und die Welt der Akademien 1914–1924 (= Acta Historica Leopoldina. Band 68). Wissenschaftliche Verlagsgesellschaft, Stuttgart 2016  (ISBN 978-3-8047-3612-2).
- mit Robert Fox:  Blockades of the Mind – Science, Academies, and the Aftermath of the Great War (= Acta historica Leopoldin. Band 78). Wissenschaftliche Verlagsgesellschaft, Stuttgart 2021  (ISBN 978-3-8047-4113-3).
- Schriftenreihe Neuere Medizin- und Wissenschaftsgeschichte. Quellen und Studien. Centaurus, verschiedene Verlagsorte 1995 ff.  (ISSN 0949-2739).